# Kalachnikov AM-17
L'AM-17 (russe : Aвтомат Малогабаритный, "Avtomat Malohabaritnyj", en français "Petite machine automatique, index  GRAU 6P74) est un fusil d'assaut russe mis en service en 2024, qui utilise une cartouche intermédiaire standard 5,45 × 39 mm 7N10.

## Développement
Dévoilé pour la première fois lors de "l'Exposition de l'armée russe 2017" aux côtés du modèle silencieux AMB-17. Il a été développé et fabriqué à la fin des années 2010 par le groupe Kalashnikov Concern sur la base du fusil compact Yevgeny Dragunov MA. L'arme est destinée à être utilisée comme arme de combat rapproché, principalement par les unités militaires et de maintien de l'ordre du ministère russe de l'Intérieur, de la Garde nationale russe et de l'armée de l'air russe pour remplacer l'AKS-74U. L'arme a terminé les essais d'acceptation en novembre 2024 après avoir été testé sur le terrain en Ukraine. La production en série de la carabine débutera en 2025 après quelques ajustements à la suite des retours d’expérience du combat en Ukraine.

## Détails de conception

### Mécanisme de fonctionnement
L'action à gaz à l'intérieur est un piston à gaz à course courte et un boulon rotatif qui se verrouille avec trois ergots radiaux sur la tête du boulon, similaires aux carabines de calibre 9 × 39 mm telles que la VSK-94.

### Caractéristiques
L'arme est dotée d'un rail Picatinny sur la partie supérieur intégré sur toute la longueur, d'une crosse d'épaule en polymère pliable latéralement et réglable (télescopique) et de fentes longitudinales dans les parois de la chambre de culasse supérieur permettant des commandes ambidextres à la fois dans le sélecteur de tir et la poignée de chargement.

## Galerie

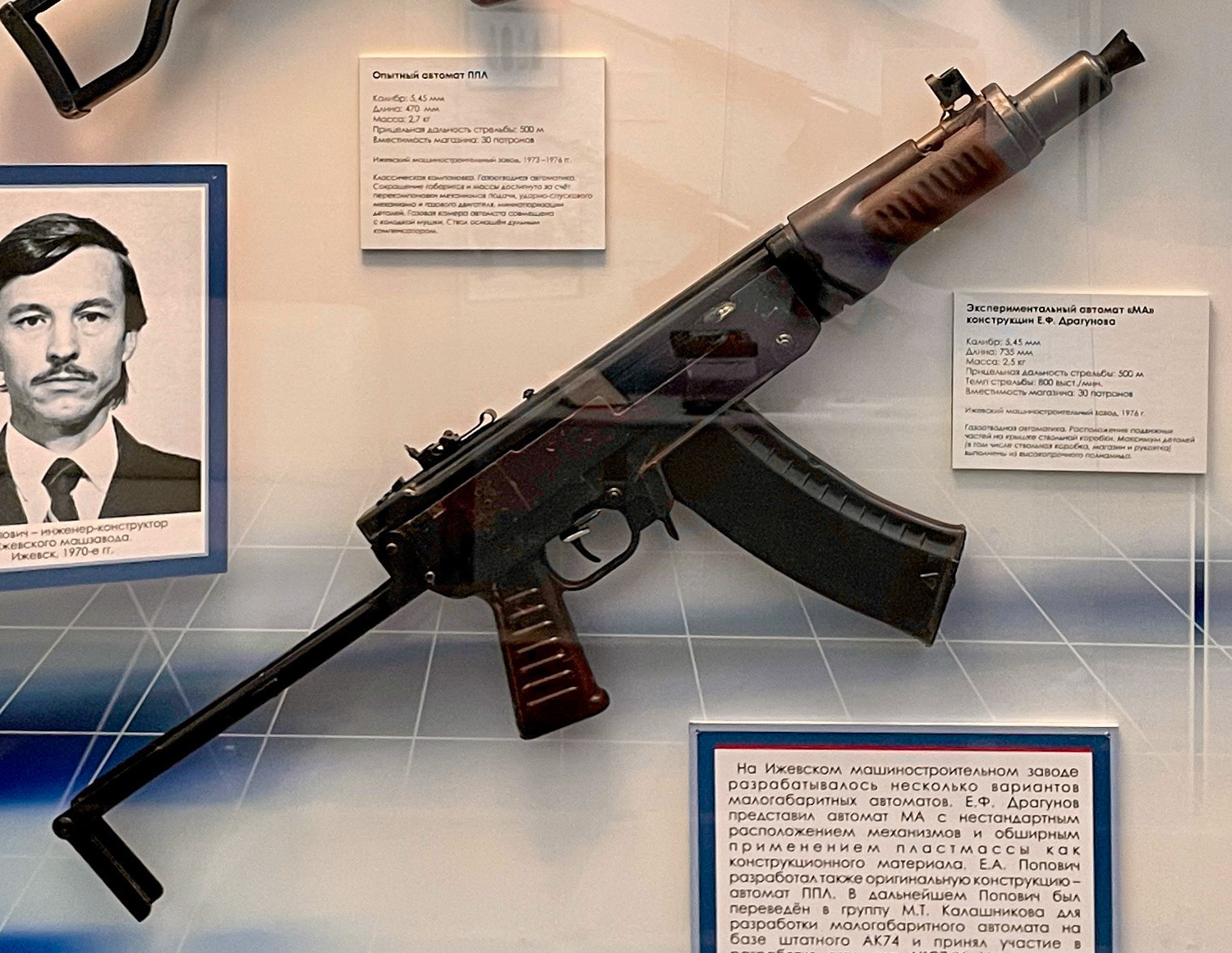
Prototype de fusil compact MA de la fin des années 1970 conçu par Yevgeny Dragunov

## Utilisateurs
- Russia: L'AM-17 est utilisé de manière limitée par le FSB, le FSO, la Garde nationale russe et par l'armée de l'air.